# Adalbert I de Metz
Adalbert I de Metz (? - 944) fou comte de Metz (~930 -944). Era fill del comte Matfrid I de Metz, al que va succeir quan va morir al 930. Es va casar amb Lutgarda, possible filla del comte Wigeric de Bidgau; Lutgarda després d'enviudar el 944 es va casar amb el comte Eberard IV de Nordgau. Va tenir com a successor a Gerard II de Metz (944-963) que era fill de Godofreu de Baixa Lotaríngia o Jülichgau, i d'Ermentruda, o net del comte Gerard I de Metz mort el 910.